# Union soviétique aux Jeux olympiques d'été de 1972
L'Union soviétique participe aux Jeux olympiques d'été de 1972 à Munich en Allemagne. 371 athlètes soviétiques, 298 hommes et 73 femmes, ont participé à 180 compétitions dans 22 sports. Ils y ont obtenu 99 médailles : 50 d'or, 27 d'argent et 22 de bronze. Avec ce total de médailles d'or, l'Union soviétique termine à la première place du tableau des médailles.